# Savana sudanese orientale
La savana sudanese orientale è un'ecoregione definita dal WWF. Confina nord con il Sahel, una fascia di savana di acacie più arida. A ovest, il massiccio di Mandara la separa dalla savana sudanese occidentale. A sud si incontra una zona di transizione con la foresta tropicale, un mosaico di foresta e savana. Ad est confina con l'acrocoro etiopico.
Questa ecoregione è compresa, con il nome di savane sudanesi, nell'elenco Global 200.

## Territorio
La regione del Sudd divide la savana sudanese orientale in due blocchi:
- quello occidentale, che si estende attraverso il nord del Camerun, l'estremità meridionale del Ciad, il nord della Repubblica Centrafricana, il sud-est del Sudan e l'est del Sudan del Sud;
- quello orientale, esteso attraverso il nord dell'Uganda, l'estremità nord-orientale della Repubblica Democratica del Congo, il sud-est del Sudan del Sud e la regione di frontiera tra Sudan, Etiopia ed Eritrea.

Confina a nord con la savana ad acacia del Sahel, a est con le foreste montane dell'Etiopia, a sud-est con il mosaico di foresta e savana del bacino del lago Vittoria, la boscaglia e macchia di Acacia-Commiphora settentrionale, le foreste montane dell'Africa orientale e le foreste montane della faglia albertina; a sud con il mosaico di foresta e savana congolese settentrionale, a ovest con la savana sudanese occidentale e a nord-ovest con il mosaico dei monti Mandara.

## Flora
Le specie tipiche sono alberi e arbusti di Combretum e Terminalia, e alte erbe della specie Pennisetum purpureum.

## Fauna
Tra le specie minacciate si incontrano l'elefante africano (Loxodonta africana), il licaone (Lycaon pictus), il ghepardo (Acinonyx jubatus), il leopardo (Panthera pardus), il leone (Panthera leo) e l'eland di Derby (Taurotragus derbianus). I rinoceronti nero (Diceros bicornis) e bianco (Ceratotherium simum) erano originari di questa ecoregione, ma sono scomparsi a causa della caccia eccessiva.
Il numero di endemismi nella fauna è scarso. Tra i vertebrati gli unici sono il topo Mus goundae, l'amaranto di Reichenow (Lagonosticta umbrinodorsalis), il tessitore di Fox (Ploceus spekeoides), lo scinco Panaspis wilsoni e il serpente Rhamphiophis maradiensis.

## Conservazione

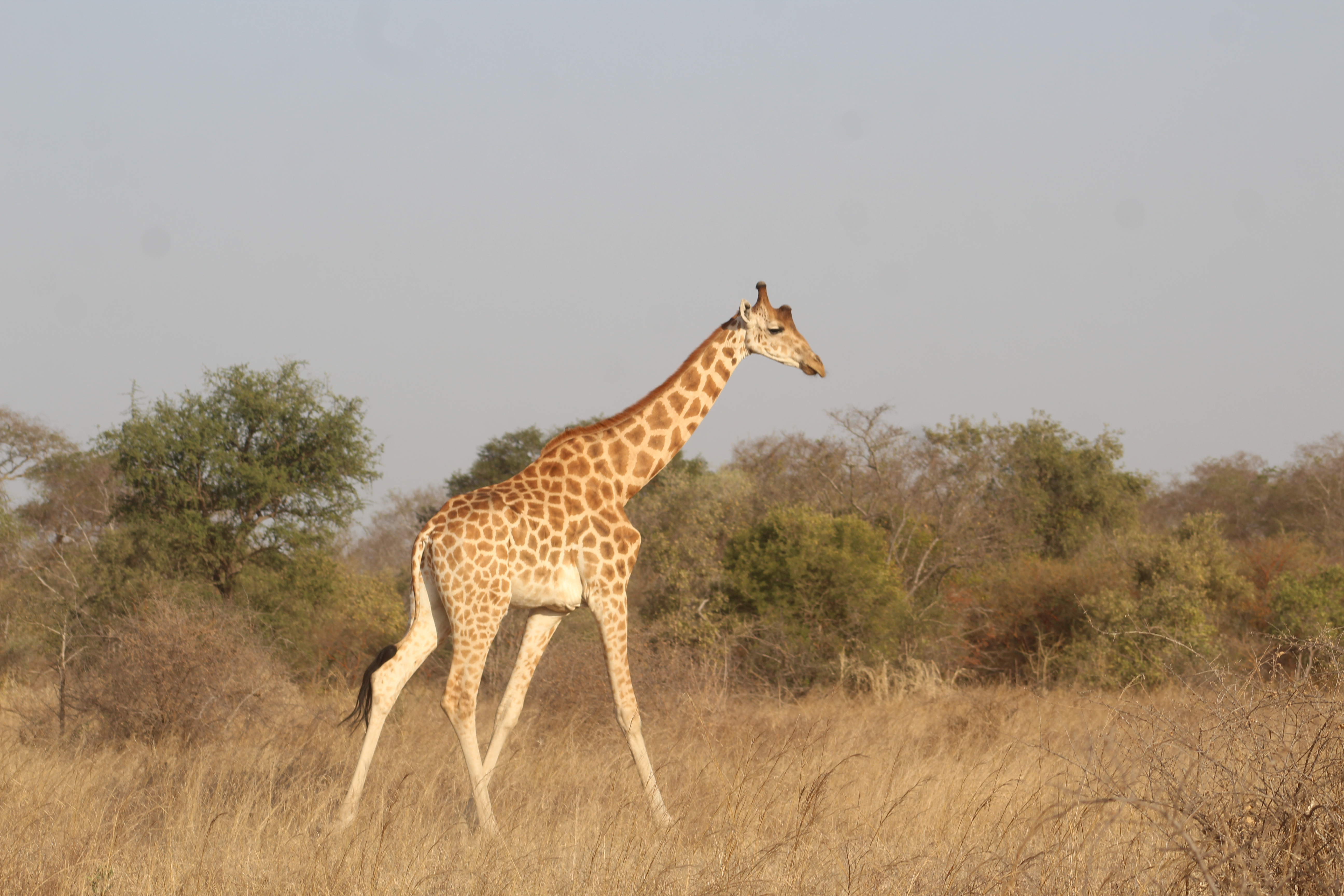
Parco nazionale di Zakouma, Ciad

In pericolo critico. L'habitat è stato influenzato da agricoltura, incendi e deforestazione, ma ne rimangono comunque grandi estensioni relativamente intatte.
Esistono numerose aree protette, che occupano circa il 18% dell'ecoregione, ma molte di queste non garantiscono la necessaria conservazione a causa dell'instabilità politica della regione. Tra le aree protette ricordiamo:
- in Sudan:
  - il parco nazionale del Dinder;
  - il parco nazionale di Radom;
- in Sudan del Sud:
  - il parco nazionale di Boma;
- in Ciad:
  - il parco nazionale di Zakouma;
- in Repubblica Centrafricana:
  - il parco nazionale del Manovo-Gounda St. Floris;
  - il parco nazionale di Bamingui-Bangoran;
- in Etiopia:
  - il parco nazionale di Gambela;
- in Uganda:
  - il parco nazionale del monte Kei.